# Сокілецька колонія чапель
Сокілецька колонія чапель — зоологічна пам'ятка природи місцевого значення в Україні.

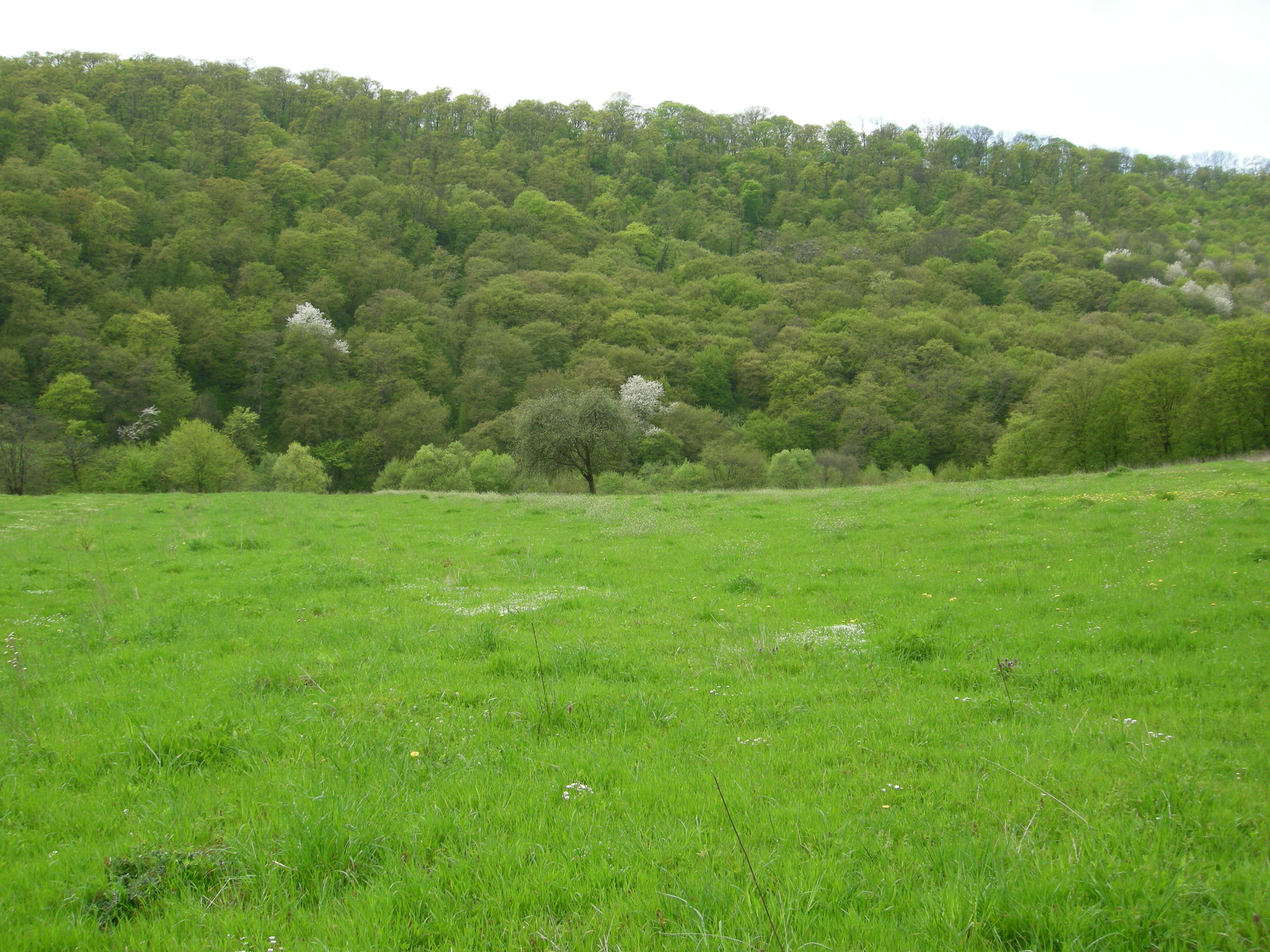
Вигляд з урочища «Долина» біля с. Жнибороди

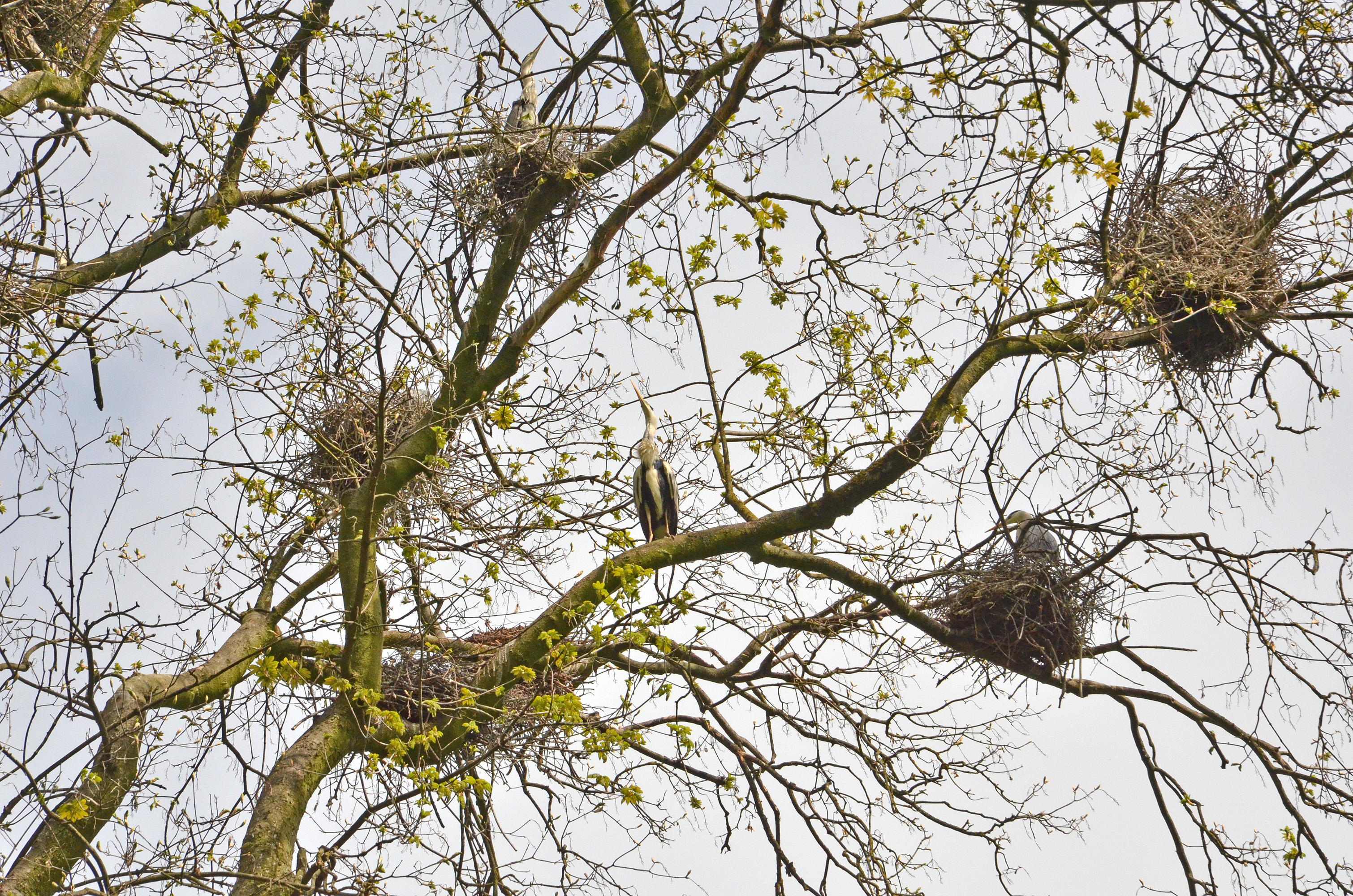
Гнізда чапель на дереві.

Розташована поблизу села Сокільця Бучацького району Тернопільської області, у виділах 20, 21 та 27 кварталу 71 Язловецького лісництва ДП «Бучацьке лісове господарство» в межах лісового урочища «Язловець».

## Пам'ятка
Оголошена об'єктом природно-заповідного фонду рішенням виконкому Тернопільської обласної ради № 131 від 14 березня 1977 року. Перебуває у віданні Тернопільського обласного управління лісового господарства.

## Характеристика
Площа — 7 га.
Під охороною — колонія сірих чапель, яка існує близько 80 років.
У 2010 році увійшла до складу національного природного парку «Дністровський каньйон».